# Harduaganj
Harduaganj es un pueblo y nagar Panchayat situado en el distrito de Aligarh en el estado de Uttar Pradesh (India). Su población es de 13690 habitantes (2011). 

## Demografía
Según el censo de 2011 la población de Harduaganj era de 13690 habitantes, de los cuales 7261 eran hombres y 6429 eran mujeres. Harduaganj tiene una tasa media de alfabetización del 69,03%, superior a la media estatal del 67,68%: la alfabetización masculina es del 76,48%, y la alfabetización femenina del 60,56%.